# Rainworth
Rainworth est une paroisse civile et un village du Nottinghamshire, en Angleterre.